# هيكتور فيلتشيس
هيكتور فيلتشيس (بالإسبانية: Héctor Vilches)‏ (مواليد 14 فبراير 1926) هو لاعب كرة قدم. يلعب مع منتخب الأوروغواي لكرة القدم. سبق له أن لعب في كأس العالم لكرة القدم مع منتخب بلاده.

## روابط خارجية
- هيكتور فيلتشيس على موقع الاتحاد الدولي (مؤرشف)  (الإنجليزية)
- هيكتور فيلتشيس على موقع ناشيونال فوتبول تيمز (الإنجليزية)
- هيكتور فيلتشيس على موقع عالم كرة القدم.نت (الإنجليزية)